# Идолы Уруштена
Идолы Уруштена — группа скал или крупных камней, отдалённо напоминающих животных. Имеются также петроглифы в виде тамг, чашевидных знаков, линий и более широких проточек. Возможно, объект связан с культом почитания животных.  

## Расположение
Валуны расположены в междуречье рек Малой Лабы (Лябэцику) и её левого притока Уруштен (Чёрная речка), на правом берегу последней и недалеко от её устья, а также склонах хребта Снеговалка, в конце Шахгиреевского ущелья Мостовского района Краснодарского края.

## Общие сведения
Состав скульптур — валуны маренного происхождения, отталькованный серпентинит, размеры три и более метра, смолисто-чёрного цвета (внутри белая кристаллическая структура). Три скульптуры имеют схожесть с зубром (бизоном). Есть скульптуры, похожие на бегемота (?), медведя, дикого кабана, лисицу, черепаху, оленя и рыбу.
На горбу у бизона древнейшим художником было сделано 12 лунок, соединённых 12 желобками. Археолог Н. Г. Ловпаче выдвинул гипотезу, что скульптура бизона, возможно, ассоциировалась древними со «временем» — с 12 месяцами в году.
Проводя аналогии с пещерой Нио во Франции, учёные полагают, что скульптуры созданы в период мадленской культуры позднего палеолита.
Тамги выбиты в период Средневековья.